# Silverchair
Silverchair was van 1992 tot 2011 een Australische rockband. De band brak in de jaren 90 door met stevige grunge-achtige rock, maar hun stijl verschoof op latere albums meer richting artrock.

## Geschiedenis

### Frogstomp
In 1992 werd Silverchair opgericht in het kustplaatsje Newcastle, Australië, ongeveer 100 kilometer ten noorden van Sydney. De band heette toen nog "the Innocent Criminals".
Reeds op 14-jarige leeftijd wisten Daniel Johns (gitaar, zang) Chris Joannou (bas) en Ben Gillies (drums) door te breken tot het grote publiek. De band won een wedstrijd genaamd de "Pick Me" contest, opgezet door het radiostation "Triple J". Hun eerste single werd "Tomorrow" en daarmee scoorde het trio een grote hit. Door hun erg jonge leeftijd was het slechts mogelijk op te treden in vakanties en weekenden, omdat ze op een normale doordeweekse dag gewoon in de schoolbanken hoorden te zitten. De band bracht al snel een album genaamd "Frogstomp" uit. Al snel werd de vergelijking met Nirvana getrokken, vooral omdat zanger Daniel volgens velen op Kurt Cobain leek (mede door zijn lange blonde haren).

### Freak Show
Twee jaar na het uitkomen van "Frogstomp" werd de opvolger uitgebracht. Dit album heette "Freakshow" en was nog heftiger dan het eerste album, alhoewel hierop ook duidelijk popinvloeden te horen waren. De band typeerde zich door de donkere sound en uitgesproken teksten. Eindelijk uit de schoolbanken verlost was er voldoende ruimte om optredens te doen. De band reisde de hele wereld rond en deed verschillende grote festivals aan.

### Neon Ballroom
Na het uitkomen van "Freakshow" en de lange tournee, besloot de band in 1998 een jaar rust te nemen. Een reden werd niet genoemd, totdat zanger/gitarist Johns bekendmaakte dat hij aan de eetstoornis anorexia nervosa leed. Na de behandeling werd er gewerkt aan een opvolger van "Freakshow". De opvolger, die de naam "Neon Ballroom" kreeg typeerde zich door melodieuze pop/rock-songs. Vooral de aparte stijl van de muziek sprak velen aan, en het album werd een grote hit, vooral in thuisland Australië. Veel nummers hadden voor Daniel een persoonlijke lading, zoals de single "Ana's Song" waarin Daniel zich uitspreekt over zijn eetstoornis. Wederom volgde een tour, de langste die ze ooit gedaan hadden. Meer dan een jaar werd er voor het grote publiek gespeeld.

### Diorama
Na "Neon Ballroom" besloten de bandleden het rustiger aan te doen. Daniel werkte aan een solo-project met dj Paul Mac, terwijl de overige bandleden ontspanning zochten. In maart 2002 werd de opvolger van "Neon Ballroom" uitgebracht, voor het eerst alleen in Australië. De opvolger kreeg de naam "Diorama". Voor de fans van Silverchair was het een grote ommekeer. Daniel had al gewaarschuwd dat er "waarschijnlijk veel fans zouden afhaken, maar dat er veel nieuwe fans bij zouden komen". De plaat was nog vernieuwender dan "Neon Ballroom" door de verschillende samengebrachte stijlen. In Australië won de band een aantal prijzen voor het album.

### Young Modern
In december 2003 trouwde zanger-gitarist Daniel met de Australische zangeres Natalie Imbruglia. Na een korte periode van rust pikte Daniel zijn solocarrière weer op met dj Paul Mac, en bracht een album uit onder de naam "the Dissociatives".
In 2007 kwam na vijf jaar een opvolger van "Diorama" uit, getiteld "Young Modern". In Australië is het het best verkochte Silverchairalbum sinds "Frogstomp".
Op 4 januari 2008 maakten Daniel Johns en Natalie Imbruglia in een officieel statement bekend dat ze na vier jaar huwelijk uit elkaar gaan. De belangrijkste reden is dat ze door hun wederzijdse carrières in verschillende delen van de wereld verbleven (Daniel voornamelijk in Australië, Natalie voornamelijk in Engeland) en daardoor uit elkaar waren gegroeid.

### Plannen voor een nieuw album
In 2009 wordt bekend dat Silverchair aan een nieuw album werkt. Voor fans goed nieuws, aangezien er na 'Young Modern' geen nieuw materiaal meer is uitgebracht. In mei 2010 geeft de band vijf optredens op het 'Groovin the Moo' festival in Australië. Ook wordt er opgetreden op het 'Bass in the Grass' festival.

### Einde Silverchair
Het zal het laatste wapenfeit van Silverchair zijn. Op 25 mei 2011, een jaar na de laatste optredens, maakt Silverchair bekend er vooralsnog mee te stoppen. In een speciaal uitgebrachte mailing aan fans geeft de band aan op 'indefinite hibernation' te gaan. De kans dat de band in de nabije toekomst weer bij elkaar komt, of optredens gaat geven, lijkt klein. Na 20 jaar blijken de bandleden uit elkaar gegroeid te zijn. In goed overleg hebben zij daarom besloten de stekker eruit te trekken.

## Discografie

### Albums
- Tomorrow (1994) (EP)
- Frogstomp (1995)
- Freak Show (1997)
- Neon Ballroom (1999)
- The Best Of: Volume 1 (2000) (compilatiealbum)
- Without You (2002) (EP)
- Diorama (2002)
- Rarities 1994-1999 (2002) (compilatiealbum)
- The Diorama Box (2002) (compilatiealbum)
- Live From Faraway Stables (2CD) (2003) (livealbum)
- Young Modern (2007)

### DVD
- The Best of Silverchair, Vol. 1 - Complete Videology (2001) (videografie)
- Across the Night - The Creation of Diorama (2002) (documentaire)
- Live From Faraway Stables (2DVD) (2003) (concertregistratie)

## Bandleden

### Vaste leden
- Daniel Johns - zang, gitaar
- Chris Joannou - basgitaar
- Ben Gillies - drums

### Live
- Paul Mac - keyboard
- Julian Hamilton - keyboard